# Interlands Macedonisch voetbalelftal 2010-2019
Deze pagina toont een chronologisch en gedetailleerd overzicht van de interlands die het Macedonisch voetbalelftal heeft gespeeld in de periode 2010 – 2019. In februari 2019 is de naam van Macedonië gewijzigd in Noord-Macedonië.

## Interlands

### 2010
|                                                              |                                    |       |                |                                                                                |
| 3 maart Vriendschappelijk № 147 «onderlinge duels» 13:30 uur | Macedonië                          | 2 – 1 | Montenegro     | Philip II Arena, Skopje Toeschouwers: 7.000 Scheidsrechter: Albano Janku (ALB) |
| 3 maart Vriendschappelijk № 147 «onderlinge duels» 13:30 uur | Ilčo Naumoski 28' Goran Pandev 31' |       | 61' Marko Baša | Philip II Arena, Skopje Toeschouwers: 7.000 Scheidsrechter: Albano Janku (ALB) |

|                                                             |                    |       |                                                                 |                                                                                             |
| 29 mei Vriendschappelijk № 148 «onderlinge duels» 17:30 uur | Azerbeidzjan       | 1 – 3 | Macedonië                                                       | Bischofshofen Stadion, Bischofshofen Toeschouwers: 500 Scheidsrechter: Dietmar Drabek (AUT) |
| 29 mei Vriendschappelijk № 148 «onderlinge duels» 17:30 uur | Elvin Məmmədov 89' |       | 8' Ivan Tričkovski 66' (e.d.) Rəşad Sadıqov 88' Mario Gjurovski | Bischofshofen Stadion, Bischofshofen Toeschouwers: 500 Scheidsrechter: Dietmar Drabek (AUT) |

|                                                             |          |                 |           |                                                                                     |
| 2 juni Vriendschappelijk № 149 «onderlinge duels» 19:00 uur | Roemenië | 0 – 1           | Macedonië | Stadion Lind, Villach Toeschouwers: 1.000 Scheidsrechter: Manfred Krassnitzer (AUT) |
| 2 juni Vriendschappelijk № 149 «onderlinge duels» 19:00 uur |          | 28' Vanče Šikov |           | Stadion Lind, Villach Toeschouwers: 1.000 Scheidsrechter: Manfred Krassnitzer (AUT) |

|                                                                  |                    |       |                     |                                                                                    |
| 11 augustus Vriendschappelijk № 150 «onderlinge duels» 19:00 uur | Malta              | 1 – 1 | Macedonië           | Ta' Qalistadion, Ta' Qali Toeschouwers: 2.050 Scheidsrechter: Gabriele Rossi (SMR) |
| 11 augustus Vriendschappelijk № 150 «onderlinge duels» 19:00 uur | Michael Mifsud 47' |       | 36' Ivan Tričkovski | Ta' Qalistadion, Ta' Qali Toeschouwers: 2.050 Scheidsrechter: Gabriele Rossi (SMR) |

|                                                                        |                   |       |           |                                                                                          |
| 3 september EK-kwalificatie Groep B № 151 «onderlinge duels» 20:30 uur | Slowakije         | 1 – 0 | Macedonië | Štadión Pasienky, Bratislava Toeschouwers: 5.980 Scheidsrechter: Claudio Circhetta (SUI) |
| 3 september EK-kwalificatie Groep B № 151 «onderlinge duels» 20:30 uur | Filip Hološko 90' |       |           | Štadión Pasienky, Bratislava Toeschouwers: 5.980 Scheidsrechter: Claudio Circhetta (SUI) |

|                                                                        |                                                 |       |                                             |                                                                                  |
| 7 september EK-kwalificatie Groep B № 152 «onderlinge duels» 20:00 uur | Macedonië                                       | 2 – 2 | Armenië                                     | Philip II Arena, Skopje Toeschouwers: 9.000 Scheidsrechter: Espen Berntsen (NOR) |
| 7 september EK-kwalificatie Groep B № 152 «onderlinge duels» 20:00 uur | Mario Gjurovski 42' Ilčo Naumovski 90+6' (pen.) |       | 41' Joera Movsisjan 90+1' Edgar Manucharian | Philip II Arena, Skopje Toeschouwers: 9.000 Scheidsrechter: Espen Berntsen (NOR) |

|                                                                      |         |                                    |           | |
| 8 oktober EK-kwalificatie Groep B № 153 «onderlinge duels» 19:00 uur | Andorra | 0 – 2                              | Macedonië | Estadi Comunal d'Andorra la Vella, Andorra la Vella Toeschouwers: 550 Scheidsrechter: Gediminas Mažeika (LTU) |
| 8 oktober EK-kwalificatie Groep B № 153 «onderlinge duels» 19:00 uur |         | 42' Ilčo Naumovski 60' Vanče Šikov |           | Estadi Comunal d'Andorra la Vella, Andorra la Vella Toeschouwers: 550 Scheidsrechter: Gediminas Mažeika (LTU) |

|                                                                       |           |                        |         |                                                                                       |
| 12 oktober EK-kwalificatie Groep B № 154 «onderlinge duels» 19:45 uur | Macedonië | 0 – 1                  | Rusland | Philip II Arena, Skopje Toeschouwers: 17.000 Scheidsrechter: Stefan Johannesson (SWE) |
| 12 oktober EK-kwalificatie Groep B № 154 «onderlinge duels» 19:45 uur |           | 8' Aleksandr Kerzjakov |         | Philip II Arena, Skopje Toeschouwers: 17.000 Scheidsrechter: Stefan Johannesson (SWE) |

|                                                                  |         |       |           |                                                                                   |
| 17 november Vriendschappelijk № 155 «onderlinge duels» 18:00 uur | Albanië | 0 – 0 | Macedonië | Skënderbeustadion, Korçë Toeschouwers: 20.000 Scheidsrechter: Hüseyin Göçek (TUR) |
| 17 november Vriendschappelijk № 155 «onderlinge duels» 18:00 uur |         |       |           | Skënderbeustadion, Korçë Toeschouwers: 20.000 Scheidsrechter: Hüseyin Göçek (TUR) |

|                                                                  |                           |       |           |                                                                                       |
| 22 december Vriendschappelijk № 156 «onderlinge duels» 19:30 uur | China                     | 1 – 0 | Macedonië | Yuexiushanstadion, Guangzhou Toeschouwers: 5.500 Scheidsrechter: Kim Jong-Hyeok (KOR) |
| 22 december Vriendschappelijk № 156 «onderlinge duels» 19:30 uur | Zhuoxiang Deng 90' (pen.) |       |           | Yuexiushanstadion, Guangzhou Toeschouwers: 5.500 Scheidsrechter: Kim Jong-Hyeok (KOR) |

### 2011
|                                                                 |           |                   |          |                                                                                     |
| 9 februari Vriendschappelijk № 157 «onderlinge duels» 17:30 uur | Macedonië | 0 – 1             | Kameroen | Philip II Arena, Skopje Toeschouwers: 3.000 Scheidsrechter: Jovan Kaluđerović (MNE) |
| 9 februari Vriendschappelijk № 157 «onderlinge duels» 17:30 uur |           | 75' Matthew Mbuta |          | Philip II Arena, Skopje Toeschouwers: 3.000 Scheidsrechter: Jovan Kaluđerović (MNE) |

|                                                                     |                                   |       |                     |                                                                            |
| 26 maart EK-kwalificatie Groep B № 158 «onderlinge duels» 19:45 uur | Ierland                           | 2 – 1 | Macedonië           | Avivastadion, Dublin Toeschouwers: 33.200 Scheidsrechter: István Vad (HUN) |
| 26 maart EK-kwalificatie Groep B № 158 «onderlinge duels» 19:45 uur | Aiden McGeady 2' Robbie Keane 21' |       | 45' Ivan Tričkovski | Avivastadion, Dublin Toeschouwers: 33.200 Scheidsrechter: István Vad (HUN) |

|                                                                   |           |                                  |         |                                                                                  |
| 4 juni EK-kwalificatie Groep B № 159 «onderlinge duels» 20:30 uur | Macedonië | 0 – 2                            | Ierland | Philip II Arena, Skopje Toeschouwers: 29.500 Scheidsrechter: Florian Meyer (GER) |
| 4 juni EK-kwalificatie Groep B № 159 «onderlinge duels» 20:30 uur |           | 8' Robbie Keane 37' Robbie Keane |         | Philip II Arena, Skopje Toeschouwers: 29.500 Scheidsrechter: Florian Meyer (GER) |

|                                                                  |              |                  |           |                                                                                |
| 10 augustus Vriendschappelijk № 160 «onderlinge duels» 18:00 uur | Azerbeidzjan | 0 – 1            | Macedonië | Dalğa Arena, Bakoe Toeschouwers: 1.000 Scheidsrechter: Aleksej Koelbakov (BLR) |
| 10 augustus Vriendschappelijk № 160 «onderlinge duels» 18:00 uur |              | 57' Goran Pandev |           | Dalğa Arena, Bakoe Toeschouwers: 1.000 Scheidsrechter: Aleksej Koelbakov (BLR) |

|                                                                        |                  |       |           |                                                                                                |
| 2 september EK-kwalificatie Groep B № 161 «onderlinge duels» 18:00 uur | Rusland          | 1 – 0 | Macedonië | Olympisch Stadion Loezjniki, Moskou Toeschouwers: 30.000 Scheidsrechter: Bülent Yıldırım (TUR) |
| 2 september EK-kwalificatie Groep B № 161 «onderlinge duels» 18:00 uur | Igor Semsjov 41' |       |           | Olympisch Stadion Loezjniki, Moskou Toeschouwers: 30.000 Scheidsrechter: Bülent Yıldırım (TUR) |

|                                                                        |                     |       |         |                                                                               |
| 6 september EK-kwalificatie Groep B № 162 «onderlinge duels» 19:00 uur | Macedonië           | 1 – 0 | Andorra | Philip II Arena, Skopje Toeschouwers: 5.000 Scheidsrechter: Mark Whitby (WAL) |
| 6 september EK-kwalificatie Groep B № 162 «onderlinge duels» 19:00 uur | Mirko Ivanovski 59' |       |         | Philip II Arena, Skopje Toeschouwers: 5.000 Scheidsrechter: Mark Whitby (WAL) |

|                                                                      |                                                                                      |       |                 | |
| 7 oktober EK-kwalificatie Groep B № 163 «onderlinge duels» 17:00 uur | Armenië                                                                              | 4 – 1 | Macedonië       | Republikeins Stadion Vazgen Sargsian, Jerevan Toeschouwers: 14.403 Scheidsrechter: Robert Schörgenhofer (AUT) |
| 7 oktober EK-kwalificatie Groep B № 163 «onderlinge duels» 17:00 uur | Marcos Pizzelli 28' Gevorg Ghazaryan 69' Henrich Mchitarjan 34' Artur Sarkisov 90+1' |       | 86' Vanče Šikov | Republikeins Stadion Vazgen Sargsian, Jerevan Toeschouwers: 14.403 Scheidsrechter: Robert Schörgenhofer (AUT) |

|                                                                       |                     |       |                   |                                                                                |
| 11 oktober EK-kwalificatie Groep B № 164 «onderlinge duels» 19:45 uur | Macedonië           | 1 – 1 | Slowakije         | Philip II Arena, Skopje Toeschouwers: 4.100 Scheidsrechter: Tony Chapron (FRA) |
| 11 oktober EK-kwalificatie Groep B № 164 «onderlinge duels» 19:45 uur | Nikolče Noveski 80' |       | 54' Juraj Piroska | Philip II Arena, Skopje Toeschouwers: 4.100 Scheidsrechter: Tony Chapron (FRA) |

|                                                                  |           |       |         |                                                                                       |
| 15 november Vriendschappelijk № 165 «onderlinge duels» 13:00 uur | Macedonië | 0 – 0 | Albanië | Gotse Deltsjevstadion, Prilep Toeschouwers: 3.500 Scheidsrechter: Slavko Vinčić (SLO) |
| 15 november Vriendschappelijk № 165 «onderlinge duels» 13:00 uur |           |       |         | Gotse Deltsjevstadion, Prilep Toeschouwers: 3.500 Scheidsrechter: Slavko Vinčić (SLO) |

### 2012
|                                                                  |                                         |       |                   |                                                                                       |
| 29 februari Vriendschappelijk № 166 «onderlinge duels» 18:00 uur | Luxemburg                               | 2 – 1 | Macedonië         | Stade Josy Barthel, Luxemburg Toeschouwers: 787 Scheidsrechter: Raymond Crangle (NIR) |
| 29 februari Vriendschappelijk № 166 «onderlinge duels» 18:00 uur | Maurice Deville 56' Maurice Deville 90' |       | 25' Ferhan Hasani | Stade Josy Barthel, Luxemburg Toeschouwers: 787 Scheidsrechter: Raymond Crangle (NIR) |

|                                                             |          |       |           |                                                                                            |
| 26 mei Vriendschappelijk № 167 «onderlinge duels» 20:00 uur | Portugal | 0 – 0 | Macedonië | Estádio Dr. Magalhães Pessoa, Leiria Toeschouwers: 19.323 Scheidsrechter: Alan Kelly (IRL) |
| 26 mei Vriendschappelijk № 167 «onderlinge duels» 20:00 uur |          |       |           | Estádio Dr. Magalhães Pessoa, Leiria Toeschouwers: 19.323 Scheidsrechter: Alan Kelly (IRL) |

|                                                             |        |       |           |                                                                                                |
| 29 mei Vriendschappelijk № 168 «onderlinge duels» 20:00 uur | Angola | 0 – 0 | Macedonië | Estádio António Coimbra da Mota, Estoril Toeschouwers: 200 Scheidsrechter: Pedro Proença (POR) |
| 29 mei Vriendschappelijk № 168 «onderlinge duels» 20:00 uur |        |       |           | Estádio António Coimbra da Mota, Estoril Toeschouwers: 200 Scheidsrechter: Pedro Proença (POR) |

|                                                                  |                  |       |          |                                                                                 |
| 15 augustus Vriendschappelijk № 169 «onderlinge duels» 20:30 uur | Macedonië        | 1 – 0 | Litouwen | Philip II Arena, Skopje Toeschouwers: 7.000 Scheidsrechter: Halis Özkahya (TUR) |
| 15 augustus Vriendschappelijk № 169 «onderlinge duels» 20:30 uur | Goran Pandev 54' |       |          | Philip II Arena, Skopje Toeschouwers: 7.000 Scheidsrechter: Halis Özkahya (TUR) |

|                                                                        |                    |       |           |                                                                               |
| 7 september WK-kwalificatie Groep A № 170 «onderlinge duels» 20:45 uur | Kroatië            | 1 – 0 | Macedonië | Maksimirstadion, Zagreb Toeschouwers: 13.883 Scheidsrechter: Alon Yefet (ISR) |
| 7 september WK-kwalificatie Groep A № 170 «onderlinge duels» 20:45 uur | Nikica Jelavić 69' |       |           | Maksimirstadion, Zagreb Toeschouwers: 13.883 Scheidsrechter: Alon Yefet (ISR) |

|                                                                         |                  |       |                     |                                                                                  |
| 11 september WK-kwalificatie Groep A № 171 «onderlinge duels» 20:00 uur | Schotland        | 1 – 1 | Macedonië           | Hampden Park, Glasgow Toeschouwers: 32.430 Scheidsrechter: Sergej Karasjov (RUS) |
| 11 september WK-kwalificatie Groep A № 171 «onderlinge duels» 20:00 uur | Kenny Miller 43' |       | 11' Nikolče Noveski | Hampden Park, Glasgow Toeschouwers: 32.430 Scheidsrechter: Sergej Karasjov (RUS) |

|                                                                       |                  |       |                                     |                                                                                    |
| 12 oktober WK-kwalificatie Groep A № 172 «onderlinge duels» 20:30 uur | Macedonië        | 1 – 2 | Kroatië                             | Philip II Arena, Skopje Toeschouwers: 33.000 Scheidsrechter: Peter Rasmussen (DAN) |
| 12 oktober WK-kwalificatie Groep A № 172 «onderlinge duels» 20:30 uur | Agim Ibraimi 16' |       | 32' Vedran Ćorluka 60' Ivan Rakitić | Philip II Arena, Skopje Toeschouwers: 33.000 Scheidsrechter: Peter Rasmussen (DAN) |

|                                                                       |                         |       |        |                                                                                |
| 16 oktober WK-kwalificatie Groep A № 173 «onderlinge duels» 20:30 uur | Macedonië               | 1 – 0 | Servië | Philip II Arena, Skopje Toeschouwers: 31.000 Scheidsrechter: Bas Nijhuis (NED) |
| 16 oktober WK-kwalificatie Groep A № 173 «onderlinge duels» 20:30 uur | Agim Ibraimi 59' (pen.) |       |        | Philip II Arena, Skopje Toeschouwers: 31.000 Scheidsrechter: Bas Nijhuis (NED) |

|                                                                  |                                                      |       |                                 |                                                                                 |
| 14 november Vriendschappelijk № 174 «onderlinge duels» 17:00 uur | Macedonië                                            | 3 – 2 | Slovenië                        | Philip II Arena, Skopje Toeschouwers: 3.000 Scheidsrechter: Danilo Grujić (SRB) |
| 14 november Vriendschappelijk № 174 «onderlinge duels» 17:00 uur | Darko Tasevski 26' Adis Jahović 41' Agim Ibraimi 51' |       | 49' Nejc Pečnik 63' Nejc Pečnik | Philip II Arena, Skopje Toeschouwers: 3.000 Scheidsrechter: Danilo Grujić (SRB) |

|                                                                  |                                                                                    |       |                     |                                                                                      |
| 14 december Vriendschappelijk № 175 «onderlinge duels» 16:15 uur | Polen                                                                              | 4 – 1 | Macedonië           | Mardan Spor Kompleksi, Antalya Toeschouwers: 100 Scheidsrechter: Hüseyin Göçek (TUR) |
| 14 december Vriendschappelijk № 175 «onderlinge duels» 16:15 uur | Arkadiusz Milik 12' Szymon Pawłowski 23' Artur Jędrzejczyk 63' Waldemar Sobota 79' |       | 87' Dejan Blaževski | Mardan Spor Kompleksi, Antalya Toeschouwers: 100 Scheidsrechter: Hüseyin Göçek (TUR) |

### 2013
|                                                                 |                                                      |       |            |                                                                                    |
| 6 februari Vriendschappelijk № 176 «onderlinge duels» 19:30 uur | Macedonië                                            | 3 – 0 | Denemarken | Philip II Arena, Skopje Toeschouwers: 5.000 Scheidsrechter: Nikola Dabanović (MNE) |
| 6 februari Vriendschappelijk № 176 «onderlinge duels» 19:30 uur | Goran Pandev 9' Agim Ibraimi 17' Nikolče Noveski 24' |       |            | Philip II Arena, Skopje Toeschouwers: 5.000 Scheidsrechter: Nikola Dabanović (MNE) |

|                                                                     |           |                                            |        |                                                                                  |
| 22 maart WK-kwalificatie Groep A № 177 «onderlinge duels» 20:45 uur | Macedonië | 0 – 2                                      | België | Philip II Arena, Skopje Toeschouwers: 20.000 Scheidsrechter: Deniz Aytekin (GER) |
| 22 maart WK-kwalificatie Groep A № 177 «onderlinge duels» 20:45 uur |           | 26' Kevin De Bruyne 62' (pen.) Eden Hazard |        | Philip II Arena, Skopje Toeschouwers: 20.000 Scheidsrechter: Deniz Aytekin (GER) |

|                                                                     |                 |       |           |                                                                                                  |
| 26 maart WK-kwalificatie Groep A № 178 «onderlinge duels» 20:45 uur | België          | 1 – 0 | Macedonië | Koning Boudewijnstadion, Brussel Toeschouwers: 47.000 Scheidsrechter: Olegário Benquerença (POR) |
| 26 maart WK-kwalificatie Groep A № 178 «onderlinge duels» 20:45 uur | Eden Hazard 63' |       |           | Koning Boudewijnstadion, Brussel Toeschouwers: 47.000 Scheidsrechter: Olegário Benquerença (POR) |

|                                                             |                          |       |           |                                                                                  |
| 3 juni Vriendschappelijk № 179 «onderlinge duels» 19:00 uur | Zweden                   | 1 – 0 | Macedonië | Swedbankstadion, Malmö Toeschouwers: 14.459 Scheidsrechter: Pavel Královec (CZE) |
| 3 juni Vriendschappelijk № 179 «onderlinge duels» 19:00 uur | Alexander Kačaniklić 39' |       |           | Swedbankstadion, Malmö Toeschouwers: 14.459 Scheidsrechter: Pavel Královec (CZE) |

|                                                              |                                            |       |           |                                                                             |
| 11 juni Vriendschappelijk № 180 «onderlinge duels» 19:00 uur | Noorwegen                                  | 2 – 0 | Macedonië | Ullevaalstadion, Oslo Toeschouwers: 8.756 Scheidsrechter: Liran Liany (ISR) |
| 11 juni Vriendschappelijk № 180 «onderlinge duels» 19:00 uur | Per Ciljan Skjelbred 9' Daniel Braaten 79' |       |           | Ullevaalstadion, Oslo Toeschouwers: 8.756 Scheidsrechter: Liran Liany (ISR) |

|                                                                  |                                                   |       |           |                                                                                       |
| 14 augustus Vriendschappelijk № 181 «onderlinge duels» 19:30 uur | Macedonië                                         | 2 – 0 | Bulgarije | Philip II Arena, Skopje Toeschouwers: 4.000 Scheidsrechter: Milenko Vukadinović (SRB) |
| 14 augustus Vriendschappelijk № 181 «onderlinge duels» 19:30 uur | Agim Ibraimi 83' (pen.) Aleksandar Trajkovski 86' |       |           | Philip II Arena, Skopje Toeschouwers: 4.000 Scheidsrechter: Milenko Vukadinović (SRB) |

|                                                                        |                                               |       |                         |                                                                                 |
| 6 september WK-kwalificatie Groep A № 182 «onderlinge duels» 19:00 uur | Macedonië                                     | 2 – 1 | Wales                   | Philip II Arena, Skopje Toeschouwers: 13.000 Scheidsrechter: Sascha Kever (SUI) |
| 6 september WK-kwalificatie Groep A № 182 «onderlinge duels» 19:00 uur | Ivan Tričkovski 20' Aleksandar Trajkovski 80' |       | 39' (pen.) Aaron Ramsey | Philip II Arena, Skopje Toeschouwers: 13.000 Scheidsrechter: Sascha Kever (SUI) |

|                                                                         |                     |       |                                   |                                                                                  |
| 10 september WK-kwalificatie Groep A № 183 «onderlinge duels» 20:30 uur | Macedonië           | 1 – 2 | Schotland                         | Philip II Arena, Skopje Toeschouwers: 14.093 Scheidsrechter: Fredy Fautrel (FRA) |
| 10 september WK-kwalificatie Groep A № 183 «onderlinge duels» 20:30 uur | Jovan Kostovski 84' |       | 60' Ikechi Anya 89' Shaun Maloney | Philip II Arena, Skopje Toeschouwers: 14.093 Scheidsrechter: Fredy Fautrel (FRA) |

|                                                                       |                  |       |           |                                                                                        |
| 11 oktober WK-kwalificatie Groep A № 184 «onderlinge duels» 20:45 uur | Wales            | 1 – 0 | Macedonië | Cardiff City Stadium, Cardiff Toeschouwers: 11.257 Scheidsrechter: Suren Baliyan (ARM) |
| 11 oktober WK-kwalificatie Groep A № 184 «onderlinge duels» 20:45 uur | Simon Church 67' |       |           | Cardiff City Stadium, Cardiff Toeschouwers: 11.257 Scheidsrechter: Suren Baliyan (ARM) |

|                                                                       | |       |                  |                                                                                    |
| 15 oktober WK-kwalificatie Groep A № 185 «onderlinge duels» 20:30 uur | Servië                                                                                                 | 5 – 1 | Macedonië        | Stadion Jagodina, Jagodina Toeschouwers: 8.294 Scheidsrechter: Richard Trutz (SVK) |
| 15 oktober WK-kwalificatie Groep A № 185 «onderlinge duels» 20:30 uur | Stefan Ristovski 16' (e.d.) Dušan Basta 19' Aleksandar Kolarov 38' Dušan Tadić 54' Stefan Šćepović 73' |       | 83' Adis Jahović | Stadion Jagodina, Jagodina Toeschouwers: 8.294 Scheidsrechter: Richard Trutz (SVK) |

### 2014
|                                                              |                                             |       |                               |                                                                                 |
| 5 maart Vriendschappelijk № 186 «onderlinge duels» 19:30 uur | Macedonië                                   | 2 – 1 | Letland                       | Philip II Arena, Skopje Toeschouwers: 4.000 Scheidsrechter: Lorenc Jemini (ALB) |
| 5 maart Vriendschappelijk № 186 «onderlinge duels» 19:30 uur | Jovan Kostovski 29' Agim Ibraimi 72' (pen.) |       | 66' (e.d.) Daniel Georgievski | Philip II Arena, Skopje Toeschouwers: 4.000 Scheidsrechter: Lorenc Jemini (ALB) |

|                                                   |                                         |       |           |                                                                                         |
| 26 mei Vriendschappelijk № 187 «onderlinge duels» | Kameroen                                | 2 – 0 | Macedonië | Kufstein Arena, Kufstein Toeschouwers: 1.500 Scheidsrechter: Robert Schörgenhofer (AUT) |
| 26 mei Vriendschappelijk № 187 «onderlinge duels» | Pierre Webó 52' Maxim Choupo-Moting 84' |       |           | Kufstein Arena, Kufstein Toeschouwers: 1.500 Scheidsrechter: Robert Schörgenhofer (AUT) |

|                                                   |       |       |           | |
| 30 mei Vriendschappelijk № 188 «onderlinge duels» | Qatar | 0 – 0 | Macedonië | Stadio Centro d`Italia-Manlio Scopigno, Rieti Toeschouwers: 200 Scheidsrechter: Paolo Tagliavento (ITA) |
| 30 mei Vriendschappelijk № 188 «onderlinge duels» |       |       |           | Stadio Centro d`Italia-Manlio Scopigno, Rieti Toeschouwers: 200 Scheidsrechter: Paolo Tagliavento (ITA) |

|                                                    |                           |       |           |                                                                                     |
| 18 juni Vriendschappelijk № 189 «onderlinge duels» | China                     | 2 – 0 | Macedonië | Olympisch Stadion, Shenyang Toeschouwers: 15.265 Scheidsrechter: Kui Sum Tong (HKG) |
| 18 juni Vriendschappelijk № 189 «onderlinge duels» | Yu Hanchao 56' Gao Di 89' |       |           | Olympisch Stadion, Shenyang Toeschouwers: 15.265 Scheidsrechter: Kui Sum Tong (HKG) |

|                                                    |       |       |           |                                                                             |
| 22 juni Vriendschappelijk № 190 «onderlinge duels» | China | 0 – 0 | Macedonië | Shandongstadion, Jinan Toeschouwers: 5.000 Scheidsrechter: Kai Lam Ng (HKG) |
| 22 juni Vriendschappelijk № 190 «onderlinge duels» |       |       |           | Shandongstadion, Jinan Toeschouwers: 5.000 Scheidsrechter: Kai Lam Ng (HKG) |

|                                                              | |       |                         | |
| 8 september EK-kwalificatie Groep C № 191 «onderlinge duels» | Spanje                                                                                               | 5 – 1 | Macedonië               | Estadi Ciutat de València, Valencia Toeschouwers: 16.000 Scheidsrechter: Anastasios Sidiropoulos (GRE) |
| 8 september EK-kwalificatie Groep C № 191 «onderlinge duels» | Sergio Ramos 16' (pen.) Paco Alcácer 17' Sergio Busquets 45+3' David Silva 50' Pedro Rodríguez 90+1' |       | 28' (pen.) Agim Ibraimi | Estadi Ciutat de València, Valencia Toeschouwers: 16.000 Scheidsrechter: Anastasios Sidiropoulos (GRE) |

|                                                                      |                                                                                    |       |                                    |                                                                                    |
| 9 oktober EK-kwalificatie Groep C № 192 «onderlinge duels» 18:00 uur | Macedonië                                                                          | 3 – 2 | Luxemburg                          | Philip II Arena, Skopje Toeschouwers: 11.500 Scheidsrechter: Paolo Mazzoleni (ITA) |
| 9 oktober EK-kwalificatie Groep C № 192 «onderlinge duels» 18:00 uur | Aleksandar Trajkovski 20' Aleksandar Trajkovski 66' (pen.) Besart Abdurahimi 90+2' |       | 39' Stefano Bensi 44' David Turpel | Philip II Arena, Skopje Toeschouwers: 11.500 Scheidsrechter: Paolo Mazzoleni (ITA) |

|                                                                       |                          |       |           |                                                                                  |
| 12 oktober EK-kwalificatie Groep C № 193 «onderlinge duels» 18:00 uur | Oekraïne                 | 1 – 0 | Macedonië | Arena Lviv, Lviv Toeschouwers: 33.900 Scheidsrechter: Sébastien Delferière (BEL) |
| 12 oktober EK-kwalificatie Groep C № 193 «onderlinge duels» 18:00 uur | Serhiy Sydortsjoek 45+2' |       |           | Arena Lviv, Lviv Toeschouwers: 33.900 Scheidsrechter: Sébastien Delferière (BEL) |

|                                                                        |           |                                |           |                                                                                 |
| 15 november EK-kwalificatie Groep C № 194 «onderlinge duels» 20:45 uur | Macedonië | 0 – 2                          | Slowakije | Philip II Arena, Skopje Toeschouwers: 9.000 Scheidsrechter: Pedro Proença (POR) |
| 15 november EK-kwalificatie Groep C № 194 «onderlinge duels» 20:45 uur |           | 25' Juraj Kucka 38' Adam Nemec |           | Philip II Arena, Skopje Toeschouwers: 9.000 Scheidsrechter: Pedro Proença (POR) |

### 2015
|                                                                     |                          |       |                                             |                                                                                  |
| 27 maart EK-kwalificatie Groep C № 195 «onderlinge duels» 20:45 uur | Macedonië                | 1 – 2 | Wit-Rusland                                 | Philip II Arena, Skopje Toeschouwers: 5.000 Scheidsrechter: Anthony Taylor (ENG) |
| 27 maart EK-kwalificatie Groep C № 195 «onderlinge duels» 20:45 uur | Aleksandar Trajkovski 9' |       | 43' Timofei Kalatsjev 82' Sergej Kornilenko | Philip II Arena, Skopje Toeschouwers: 5.000 Scheidsrechter: Anthony Taylor (ENG) |

|                                                           |           |       |           |                                                                                  |
| 30 maart Vriendschappelijk № 196 «onderlinge duels» 21:00 | Macedonië | 0 – 0 | Australië | Philip II Arena, Skopje Toeschouwers: 1.000 Scheidsrechter: Edin Jakupović (BIH) |
| 30 maart Vriendschappelijk № 196 «onderlinge duels» 21:00 |           |       |           | Philip II Arena, Skopje Toeschouwers: 1.000 Scheidsrechter: Edin Jakupović (BIH) |

|                                                          |                                   |       |                  |                                                                                   |
| 14 juni EK-kwalificatie Groep C № 197 «onderlinge duels» | Slowakije                         | 2 – 1 | Macedonië        | Štadión pod Dubňom, Žilina Toeschouwers: 10.765 Scheidsrechter: Kenn Hansen (DEN) |
| 14 juni EK-kwalificatie Groep C № 197 «onderlinge duels» | Kornel Saláta 8' Marek Hamšík 38' |       | 69' Arijan Ademi | Štadión pod Dubňom, Žilina Toeschouwers: 10.765 Scheidsrechter: Kenn Hansen (DEN) |

|                                                              |                       |       |           |                                                                                              |
| 5 september EK-kwalificatie Groep C № 198 «onderlinge duels» | Luxemburg             | 1 – 0 | Macedonië | Stade Josy Barthel, Luxemburg-Stad Toeschouwers: 1.657 Scheidsrechter: Simon Lee Evans (WAL) |
| 5 september EK-kwalificatie Groep C № 198 «onderlinge duels» | Sébastien Thill 90+2' |       |           | Stade Josy Barthel, Luxemburg-Stad Toeschouwers: 1.657 Scheidsrechter: Simon Lee Evans (WAL) |

|                                                                        |           |                         |        |                                                                                      |
| 8 september EK-kwalificatie Groep C № 199 «onderlinge duels» 20:45 uur | Macedonië | 0 – 1                   | Spanje | Philip II Arena, Skopje Toeschouwers: 30.000 Scheidsrechter: Paolo Tagliavento (ITA) |
| 8 september EK-kwalificatie Groep C № 199 «onderlinge duels» 20:45 uur |           | 8' (e.d.) Tome Pačovski |        | Philip II Arena, Skopje Toeschouwers: 30.000 Scheidsrechter: Paolo Tagliavento (ITA) |

|                                                                      |           |                                               |          |                                                                                  |
| 9 oktober EK-kwalificatie Groep C № 200 «onderlinge duels» 20:45 uur | Macedonië | 0 – 2                                         | Oekraïne | Philip II Arena, Skopje Toeschouwers: 2.000 Scheidsrechter: Ovidiu Haţegan (ROU) |
| 9 oktober EK-kwalificatie Groep C № 200 «onderlinge duels» 20:45 uur |           | 59' (pen.) Jevhen Seleznjov 87' Artem Kravets |          | Philip II Arena, Skopje Toeschouwers: 2.000 Scheidsrechter: Ovidiu Haţegan (ROU) |

|                                                                       |             |       |           |                                                                                    |
| 12 oktober EK-kwalificatie Groep C № 201 «onderlinge duels» 20:45 uur | Wit-Rusland | 0 – 0 | Macedonië | Borisov Arena, Borisov Toeschouwers: 1.545 Scheidsrechter: Christian Dingert (GER) |
| 12 oktober EK-kwalificatie Groep C № 201 «onderlinge duels» 20:45 uur |             |       |           | Borisov Arena, Borisov Toeschouwers: 1.545 Scheidsrechter: Christian Dingert (GER) |

|                                                        | |       |                    |                                                                                 |
| 12 november Vriendschappelijk № 202 «onderlinge duels» | Macedonië                                                                                            | 4 – 1 | Montenegro         | Philip II Arena, Skopje Toeschouwers: 500 Scheidsrechter: Ivajlo Stojanov (BUL) |
| 12 november Vriendschappelijk № 202 «onderlinge duels» | Vanče Šikov 35' Aleksandar Trajkovski 38' (pen.) Aleksandar Trajkovski 40' Aleksandar Trajkovski 64' |       | 89' Stevan Jovetić | Philip II Arena, Skopje Toeschouwers: 500 Scheidsrechter: Ivajlo Stojanov (BUL) |

|                                                        |           |                 |         |                                                                               |
| 17 november Vriendschappelijk № 203 «onderlinge duels» | Macedonië | 0 – 1           | Libanon | Philip II Arena, Skopje Toeschouwers: 500 Scheidsrechter: Damir Skomina (SLO) |
| 17 november Vriendschappelijk № 203 «onderlinge duels» |           | 47' Joan Oumari |         | Philip II Arena, Skopje Toeschouwers: 500 Scheidsrechter: Damir Skomina (SLO) |

### 2016
|                                                               |                  |       |           |                                                                                |
| 23 maart Vriendschappelijk № 204 «onderlinge duels» 18:00 uur | Slovenië         | 1 – 0 | Macedonië | Bonifikastadion, Koper Toeschouwers: 3.000 Scheidsrechter: Milorad Mažić (SRB) |
| 23 maart Vriendschappelijk № 204 «onderlinge duels» 18:00 uur | Roman Bezjak 58' |       |           | Bonifikastadion, Koper Toeschouwers: 3.000 Scheidsrechter: Milorad Mažić (SRB) |

|                                                     |           |                                           |           |                                                                               |
| 29 maart Vriendschappelijk № 205 «onderlinge duels» | Macedonië | 0 – 2                                     | Bulgarije | Philip II Arena, Skopje Toeschouwers: 1.000 Scheidsrechter: Enea Jorgji (ALB) |
| 29 maart Vriendschappelijk № 205 «onderlinge duels» |           | 66' Dimitar Rangelov 88' Aleksandar Tonev |           | Philip II Arena, Skopje Toeschouwers: 1.000 Scheidsrechter: Enea Jorgji (ALB) |

|                                                   |                            |       |                                                             |                                                                                             |
| 29 mei Vriendschappelijk № 206 «onderlinge duels» | Azerbeidzjan               | 1 – 3 | Macedonië                                                   | Sportplatz SV Bad Erlach, Bad Erlach Toeschouwers: 300 Scheidsrechter: Markus Hameter (AUT) |
| 29 mei Vriendschappelijk № 206 «onderlinge duels» | Əfran İsmayılov 73' (pen.) |       | 19' Marjan Radeski 33' Goran Pandev 90+2' Ilija Nestorovski | Sportplatz SV Bad Erlach, Bad Erlach Toeschouwers: 300 Scheidsrechter: Markus Hameter (AUT) |

|                                                             |                           |       |                                                      |                                                                              |
| 2 juni Vriendschappelijk № 207 «onderlinge duels» 18:00 uur | Macedonië                 | 1 – 3 | Iran                                                 | Philip II Arena, Skopje Toeschouwers: 2.000 Scheidsrechter: Neil Doyle (IRL) |
| 2 juni Vriendschappelijk № 207 «onderlinge duels» 18:00 uur | Aleksandar Trajkovski 10' |       | 8' Sardar Azmoun 21' Sardar Azmoun 60' Sardar Azmoun | Philip II Arena, Skopje Toeschouwers: 2.000 Scheidsrechter: Neil Doyle (IRL) |

|                                                                        |                                   |       |                    |                                                                                      |
| 5 september WK-kwalificatie Groep G № 208 «onderlinge duels» 20:45 uur | Albanië                           | 2 – 1 | Macedonië          | Loro Boriçistadion, Shkodër Toeschouwers: 14.667 Scheidsrechter: Hüseyin Göçek (TUR) |
| 5 september WK-kwalificatie Groep G № 208 «onderlinge duels» 20:45 uur | Armando Sadiku 9' Bekim Balaj 81' |       | 51' Ezgjan Alioski | Loro Boriçistadion, Shkodër Toeschouwers: 14.667 Scheidsrechter: Hüseyin Göçek (TUR) |

|                                                                      |                       |       |                                  |                                                                                  |
| 6 oktober WK-kwalificatie Groep G № 209 «onderlinge duels» 20:45 uur | Macedonië             | 1 – 2 | Israël                           | Philip II Arena, Skopje Toeschouwers: 2.500 Scheidsrechter: Andre Marriner (ENG) |
| 6 oktober WK-kwalificatie Groep G № 209 «onderlinge duels» 20:45 uur | Ilija Nestorovski 63' |       | 25' Tomer Hemed 43' Tal Ben-Haim | Philip II Arena, Skopje Toeschouwers: 2.500 Scheidsrechter: Andre Marriner (ENG) |

|                                                                      |                                         |       |                                                          |                                                                                   |
| 9 oktober WK-kwalificatie Groep G № 210 «onderlinge duels» 20:45 uur | Macedonië                               | 2 – 3 | Italië                                                   | Philip II Arena, Skopje Toeschouwers: 27.000 Scheidsrechter: Danny Makkelie (NED) |
| 9 oktober WK-kwalificatie Groep G № 210 «onderlinge duels» 20:45 uur | Ilija Nestorovski 57' Ferhan Hasani 59' |       | 24' Andrea Belotti 75' Ciro Immobile 90+1' Ciro Immobile | Philip II Arena, Skopje Toeschouwers: 27.000 Scheidsrechter: Danny Makkelie (NED) |

|                                                                        |                                                                          |       |           | |
| 12 november WK-kwalificatie Groep G № 211 «onderlinge duels» 20:45 uur | Spanje                                                                   | 4 – 0 | Macedonië | Estadio Nuevo Los Cármenes, Granada Toeschouwers: 16.622 Scheidsrechter: Robert Schörgenhofer (AUT) |
| 12 november WK-kwalificatie Groep G № 211 «onderlinge duels» 20:45 uur | Darko Velkovski 34' (e.d.) Vitolo 63' Nacho Monreal 84' Aritz Aduriz 85' |       |           | Estadio Nuevo Los Cármenes, Granada Toeschouwers: 16.622 Scheidsrechter: Robert Schörgenhofer (AUT) |

### 2017
|                                                                     |               |                                                               |           |                                                                                   |
| 24 maart WK-kwalificatie Groep G № 212 «onderlinge duels» 20:45 uur | Liechtenstein | 0 – 3                                                         | Macedonië | Rheinparkstadion, Vaduz Toeschouwers: 4.517 Scheidsrechter: Jonathan Lardot (BEL) |
| 24 maart WK-kwalificatie Groep G № 212 «onderlinge duels» 20:45 uur |               | 43' Boban Nikolov 68' Ilija Nestorovski 73' Ilija Nestorovski |           | Rheinparkstadion, Vaduz Toeschouwers: 4.517 Scheidsrechter: Jonathan Lardot (BEL) |

|                                                               |                                                        |       |             |                                                                                   |
| 28 maart Vriendschappelijk № 213 «onderlinge duels» 18:00 uur | Macedonië                                              | 3 – 0 | Wit-Rusland | Telekom Arena, Skopje Toeschouwers: 3.000 Scheidsrechter: Pavle Radovanović (MNE) |
| 28 maart Vriendschappelijk № 213 «onderlinge duels» 18:00 uur | Stefan Spirovski 40' Goran Pandev 61' Goran Pandev 69' |       |             | Telekom Arena, Skopje Toeschouwers: 3.000 Scheidsrechter: Pavle Radovanović (MNE) |

|                                                             |           |       |         |                                                                                   |
| 5 juni Vriendschappelijk № 214 «onderlinge duels» 19:45 uur | Macedonië | 0 – 0 | Turkije | Telekom Arena, Skopje Toeschouwers: 6.000 Scheidsrechter: Stanislav Todorov (BUL) |
| 5 juni Vriendschappelijk № 214 «onderlinge duels» 19:45 uur |           |       |         | Telekom Arena, Skopje Toeschouwers: 6.000 Scheidsrechter: Stanislav Todorov (BUL) |

|                                                                    |                                 |       |                      |                                                                            |
| 11 juni WK-kwalificatie Groep G № 215 «onderlinge duels» 20:45 uur | Macedonië                       | 1 – 2 | Spanje               | Telekom Arena, Skopje Toeschouwers: 15.000 Scheidsrechter: Paweł Gil (POL) |
| 11 juni WK-kwalificatie Groep G № 215 «onderlinge duels» 20:45 uur | David Silva 22' Diego Costa 27' |       | 66' Stefan Ristovski | Telekom Arena, Skopje Toeschouwers: 15.000 Scheidsrechter: Paweł Gil (POL) |

|                                                                        |        |                  |           |                                                                                    |
| 2 september WK-kwalificatie Groep G № 216 «onderlinge duels» 20:45 uur | Israël | 0 – 1            | Macedonië | Sammy Oferstadion, Haifa Toeschouwers: 11.350 Scheidsrechter: Aleksej Jeskov (RUS) |
| 2 september WK-kwalificatie Groep G № 216 «onderlinge duels» 20:45 uur |        | 73' Goran Pandev |           | Sammy Oferstadion, Haifa Toeschouwers: 11.350 Scheidsrechter: Aleksej Jeskov (RUS) |

|                                                                        |                                  |       |                 |                                                                                   |
| 5 september WK-kwalificatie Groep G № 217 «onderlinge duels» 20:45 uur | Macedonië                        | 1 – 1 | Albanië         | Mladoststadion, Strumica Toeschouwers: 5.000 Scheidsrechter: Jonas Eriksson (SWE) |
| 5 september WK-kwalificatie Groep G № 217 «onderlinge duels» 20:45 uur | Aleksandar Trajkovski 78' (pen.) |       | 52' Odise Roshi | Mladoststadion, Strumica Toeschouwers: 5.000 Scheidsrechter: Jonas Eriksson (SWE) |

|                                                                      |                       |       |                           |                                                                                    |
| 6 oktober WK-kwalificatie Groep G № 218 «onderlinge duels» 20:45 uur | Italië                | 1 – 1 | Macedonië                 | Olympisch Stadion, Turijn Toeschouwers: 22.603 Scheidsrechter: Tiago Martins (POR) |
| 6 oktober WK-kwalificatie Groep G № 218 «onderlinge duels» 20:45 uur | Giorgio Chiellini 40' |       | 77' Aleksandar Trajkovski | Olympisch Stadion, Turijn Toeschouwers: 22.603 Scheidsrechter: Tiago Martins (POR) |

|                                                                      |                                                                             |       |               |                                                                                    |
| 9 oktober WK-kwalificatie Groep G № 219 «onderlinge duels» 20:45 uur | Macedonië                                                                   | 4 – 0 | Liechtenstein | Mladoststadion, Strumica Toeschouwers: 6.000 Scheidsrechter: Laurent Kopriwa (LUX) |
| 9 oktober WK-kwalificatie Groep G № 219 «onderlinge duels» 20:45 uur | Visar Musliu 36' Aleksandar Trajkovski 38' Enis Bardhi 67' Arijan Ademi 69' |       |               | Mladoststadion, Strumica Toeschouwers: 6.000 Scheidsrechter: Laurent Kopriwa (LUX) |

|                                                                  |                                      |       |           |                                                                                   |
| 11 november Vriendschappelijk № 220 «onderlinge duels» 18:30 uur | Macedonië                            | 2 – 0 | Noorwegen | Telekom Arena, Skopje Toeschouwers: 3.000 Scheidsrechter: Paolo Tagliavento (ITA) |
| 11 november Vriendschappelijk № 220 «onderlinge duels» 18:30 uur | Goran Pandev 43' Kire Markoski 90+4' |       |           | Telekom Arena, Skopje Toeschouwers: 3.000 Scheidsrechter: Paolo Tagliavento (ITA) |

### 2018
|                                                               |         |       |           |                                                                |
| 23 maart Vriendschappelijk № 221 «onderlinge duels» 20:45 uur | Finland | 0 – 0 | Macedonië | Gloria Sports Arena, Belek Scheidsrechter: Mete Kalkavan (TUR) |
| 23 maart Vriendschappelijk № 221 «onderlinge duels» 20:45 uur |         |       |           | Gloria Sports Arena, Belek Scheidsrechter: Mete Kalkavan (TUR) |

|                                                               |                          |       |                                  |                                                                                   |
| 27 maart Vriendschappelijk № 222 «onderlinge duels» 20:45 uur | Azerbeidzjan             | 1 – 1 | Macedonië                        | Mardan Spor Kompleksi, Aksu Toeschouwers: 100 Scheidsrechter: Halis Özkahya (TUR) |
| 27 maart Vriendschappelijk № 222 «onderlinge duels» 20:45 uur | Riçard Almeyda 6' (pen.) |       | 22' (pen.) Aleksandar Trajkovski | Mardan Spor Kompleksi, Aksu Toeschouwers: 100 Scheidsrechter: Halis Özkahya (TUR) |

|                                                                             |           |                                        |           |                                                                                |
| 6 september UEFA Nations League Groep D4 № 223 «onderlinge duels» 20:45 uur | Gibraltar | 0 – 2                                  | Macedonië | Victoriastadion, Gibraltar Toeschouwers: 1.850 Scheidsrechter: Jens Maae (DEN) |
| 6 september UEFA Nations League Groep D4 № 223 «onderlinge duels» 20:45 uur |           | 19' Ivan Tričkovski 35' Ezgjan Alioski |           | Victoriastadion, Gibraltar Toeschouwers: 1.850 Scheidsrechter: Jens Maae (DEN) |

|                                                                             |                                            |       |         |                                                                                       |
| 9 september UEFA Nations League Groep D4 № 224 «onderlinge duels» 18:00 uur | Macedonië                                  | 2 – 0 | Armenië | Telekom Arena, Skopje Toeschouwers: 4.730 Scheidsrechter: Manuel Schüttengruber (AUT) |
| 9 september UEFA Nations League Groep D4 № 224 «onderlinge duels» 18:00 uur | Ezgjan Alioski 13' (pen.) Goran Pandev 59' |       |         | Telekom Arena, Skopje Toeschouwers: 4.730 Scheidsrechter: Manuel Schüttengruber (AUT) |

|                                                                            |                                                                                         |       |                   |                                                                                  |
| 13 oktober UEFA Nations League Groep D4 № 225 «onderlinge duels» 20:45 uur | Macedonië                                                                               | 4 – 1 | Liechtenstein     | Telekom Arena, Skopje Toeschouwers: 8.100 Scheidsrechter: Roi Reinshreiber (ISR) |
| 13 oktober UEFA Nations League Groep D4 № 225 «onderlinge duels» 20:45 uur | Aleksandar Trajkovski 10' Aleksandar Trajkovski 30' Goran Pandev 36' Ezgjan Alioski 67' |       | 73' Seyhan Yildiz | Telekom Arena, Skopje Toeschouwers: 8.100 Scheidsrechter: Roi Reinshreiber (ISR) |

|                                                                            |                                                                                       |       |           | |
| 16 oktober UEFA Nations League Groep D4 № 226 «onderlinge duels» 18:00 uur | Armenië                                                                               | 4 – 0 | Macedonië | Republikeins Stadion Vazgen Sargsian, Jerevan Toeschouwers: 8.300 Scheidsrechter: Martin Strömbergsson (SWE) |
| 16 oktober UEFA Nations League Groep D4 № 226 «onderlinge duels» 18:00 uur | Marcos Pizzelli 12' Joera Movsisjan 67' Gevorg Ghazaryan 81' Henrich Mchitarjan 90+4' |       |           | Republikeins Stadion Vazgen Sargsian, Jerevan Toeschouwers: 8.300 Scheidsrechter: Martin Strömbergsson (SWE) |

|                                                                             |               |                                         |           |                                                                                  |
| 16 november UEFA Nations League Groep D4 № 227 «onderlinge duels» 20:45 uur | Liechtenstein | 0 – 2                                   | Macedonië | Rheinparkstadion, Vaduz Toeschouwers: 2.116 Scheidsrechter: Petr Ardeleanu (CZE) |
| 16 november UEFA Nations League Groep D4 № 227 «onderlinge duels» 20:45 uur |               | 53' Enis Bardhi 90+1' Ilija Nestorovski |           | Rheinparkstadion, Vaduz Toeschouwers: 2.116 Scheidsrechter: Petr Ardeleanu (CZE) |

|                                                                             |                                                                                         |       |           |                                                                               |
| 19 november UEFA Nations League Groep D4 № 228 «onderlinge duels» 20:45 uur | Macedonië                                                                               | 4 – 0 | Gibraltar | Telekom Arena, Skopje Toeschouwers: 2.152 Scheidsrechter: Danijar Sachi (KAZ) |
| 19 november UEFA Nations League Groep D4 № 228 «onderlinge duels» 20:45 uur | Enis Bardhi 27' Ilija Nestorovski 67' Ilija Nestorovski 80' Aleksandar Trajkovski 90+2' |       |           | Telekom Arena, Skopje Toeschouwers: 2.152 Scheidsrechter: Danijar Sachi (KAZ) |

### 2019
|                                                                     |                                                      |       |                            |                                                                               |
| 21 maart EK-kwalificatie Groep G № 229 «onderlinge duels» 20:45 uur | Noord-Macedonië                                      | 3 – 1 | Letland                    | Telekom Arena, Skopje Toeschouwers: 7.043 Scheidsrechter: Halis Özkahya (TUR) |
| 21 maart EK-kwalificatie Groep G № 229 «onderlinge duels» 20:45 uur | Ezgjan Alioski 11' Eljif Elmas 29' Eljif Elmas 90+3' |       | 87' (e.d.) Darko Velkovski | Telekom Arena, Skopje Toeschouwers: 7.043 Scheidsrechter: Halis Özkahya (TUR) |

|                                                                     |               |       |                 |                                                                                    |
| 24 maart EK-kwalificatie Groep G № 230 «onderlinge duels» 20:45 uur | Slovenië      | 1 – 1 | Noord-Macedonië | Stožicestadion, Ljubljana Toeschouwers: 9.872 Scheidsrechter: Xavier Estrada (ESP) |
| 24 maart EK-kwalificatie Groep G № 230 «onderlinge duels» 20:45 uur | Miha Zajc 34' |       | 47' Enis Bardhi | Stožicestadion, Ljubljana Toeschouwers: 9.872 Scheidsrechter: Xavier Estrada (ESP) |

|                                                                   |                 |                      |       |                                                                                      |
| 7 juni EK-kwalificatie Groep G № 231 «onderlinge duels» 20:45 uur | Noord-Macedonië | 0 – 1                | Polen | Toše Proeskiarena, Skopje Toeschouwers: 25.000 Scheidsrechter: Gianluca Rocchi (ITA) |
| 7 juni EK-kwalificatie Groep G № 231 «onderlinge duels» 20:45 uur |                 | 47' Krzysztof Piątek |       | Toše Proeskiarena, Skopje Toeschouwers: 25.000 Scheidsrechter: Gianluca Rocchi (ITA) |

|                                                                    |                               |       |                                                                                                 |                                                                                     |
| 10 juni EK-kwalificatie Groep G № 232 «onderlinge duels» 20:45 uur | Noord-Macedonië               | 1 – 4 | Oostenrijk                                                                                      | Toše Proeskiarena, Skopje Toeschouwers: 10.501 Scheidsrechter: Aleksej Jeskov (RUS) |
| 10 juni EK-kwalificatie Groep G № 232 «onderlinge duels» 20:45 uur | Martin Hinteregger 18' (e.d.) |       | 39' Valentino Lazaro 62' (pen.) Marko Arnautović 82' Marko Arnautović 86' (e.d.) Egzon Bejtulai | Toše Proeskiarena, Skopje Toeschouwers: 10.501 Scheidsrechter: Aleksej Jeskov (RUS) |

|                                                                        |                 |       |                  |                                                                                     |
| 5 september EK-kwalificatie Groep G № 233 «onderlinge duels» 20:45 uur | Israël          | 1 – 1 | Noord-Macedonië  | Turnerstadion, Beër Sjeva Toeschouwers: 15.200 Scheidsrechter: Andreas Ekberg (SWE) |
| 5 september EK-kwalificatie Groep G № 233 «onderlinge duels» 20:45 uur | Eran Zahavi 55' |       | 64' Arijan Ademi | Turnerstadion, Beër Sjeva Toeschouwers: 15.200 Scheidsrechter: Andreas Ekberg (SWE) |

|                                                                        |         |                                  |                 |                                                                            |
| 9 september EK-kwalificatie Groep G № 234 «onderlinge duels» 20:45 uur | Letland | 0 – 2                            | Noord-Macedonië | Daugavastadion, Riga Toeschouwers: 2.724 Scheidsrechter: Espen Eskås (NOR) |
| 9 september EK-kwalificatie Groep G № 234 «onderlinge duels» 20:45 uur |         | 14' Goran Pandev 17' Enis Bardhi |                 | Daugavastadion, Riga Toeschouwers: 2.724 Scheidsrechter: Espen Eskås (NOR) |

|                                                                       |                                 |       |                           |                                                                                     |
| 10 oktober EK-kwalificatie Groep G № 235 «onderlinge duels» 20:45 uur | Noord-Macedonië                 | 2 – 1 | Slovenië                  | Toše Proeskiarena, Skopje Toeschouwers: 16.500 Scheidsrechter: Danny Makkelie (NED) |
| 10 oktober EK-kwalificatie Groep G № 235 «onderlinge duels» 20:45 uur | Eljif Elmas 50' Eljif Elmas 68' |       | 90+5' (pen.) Josip Iličić | Toše Proeskiarena, Skopje Toeschouwers: 16.500 Scheidsrechter: Danny Makkelie (NED) |

|                                                                       |                                               |       |                 |                                                                                            |
| 13 oktober EK-kwalificatie Groep G № 236 «onderlinge duels» 20:45 uur | Polen                                         | 2 – 0 | Noord-Macedonië | Nationaal Stadion, Warschau Toeschouwers: 52.894 Scheidsrechter: Antonio Mateu Lahoz (ESP) |
| 13 oktober EK-kwalificatie Groep G № 236 «onderlinge duels» 20:45 uur | Przemysław Frankowski 74' Arkadiusz Milik 80' |       |                 | Nationaal Stadion, Warschau Toeschouwers: 52.894 Scheidsrechter: Antonio Mateu Lahoz (ESP) |

|                                                                        |                                  |       |                          |                                                                                      |
| 16 november EK-kwalificatie Groep G № 237 «onderlinge duels» 20:45 uur | Oostenrijk                       | 2 – 1 | Noord-Macedonië          | Ernst Happelstadion, Wenen Toeschouwers: 41.100 Scheidsrechter: Michael Oliver (ENG) |
| 16 november EK-kwalificatie Groep G № 237 «onderlinge duels» 20:45 uur | David Alaba 8' Stefan Lainer 48' |       | 90+3' Vlatko Stojanovski | Ernst Happelstadion, Wenen Toeschouwers: 41.100 Scheidsrechter: Michael Oliver (ENG) |

|                                                                        |                     |       |        |                                                                                  |
| 19 november EK-kwalificatie Groep G № 238 «onderlinge duels» 20:45 uur | Noord-Macedonië     | 1 – 0 | Israël | Toše Proeskiarena, Skopje Toeschouwers: 7.000 Scheidsrechter: Paolo Valeri (ITA) |
| 19 november EK-kwalificatie Groep G № 238 «onderlinge duels» 20:45 uur | Boban Nikolov 45+2' |       |        | Toše Proeskiarena, Skopje Toeschouwers: 7.000 Scheidsrechter: Paolo Valeri (ITA) |

FFM · A-internationals · Bondscoaches · Statistieken · Macedonisch vrouwenelftal · Olympisch elftal · Noord-Macedonië U21 · Noord-Macedonië U20 · Noord-Macedonië U19 · Noord-Macedonië U18 · Noord-Macedonië U17 · Noord-Macedonië U16
1993 – 1999 ·
2000 – 2009 ·
2010 – 2019 ·
2020 − 2029
EK 2020
1993 · 
1994 · 
1995 · 
1996 · 
1997 · 
1998 · 
1999 · 
2000 · 
2001 · 
2002 · 
2003 · 
2004 · 
2005 · 
2006 · 
2007 · 
2008 · 
2009 · 
2010 · 
2011 · 
2012 · 
2013 · 
2014 · 
2015 · 
2016 ·
2017 ·
2018 ·
2019 ·
2020 ·
2021 ·
2022 ·
2023
Albanië ·
Andorra ·
Angola ·
Armenië ·
Australië ·
Azerbeidzjan ·
Bahrein ·
België ·
Bosnië en Herzegovina ·
Bulgarije ·
Canada ·
China ·
Cyprus ·
Denemarken ·
Duitsland ·
Ecuador ·
Egypte ·
Engeland ·
Estland ·
Faeröer ·
Finland ·
Georgië ·
Gibraltar ·
Hongarije ·
Ierland ·
IJsland ·
Iran ·
Israël ·
Italië ·
Jamaica ·
Joegoslavië ·
Kameroen ·
Kazachstan ·
Kosovo ·
Kroatië ·
Letland ·
Libanon ·
Liechtenstein ·
Litouwen ·
Luxemburg ·
Malta ·
Moldavië ·
Montenegro ·
Nederland ·
Nigeria ·
Noorwegen ·
Oekraïne ·
Oman ·
Oostenrijk ·
Paraguay ·
Polen ·
Portugal ·
Qatar ·
Roemenië ·
Rusland ·
Saoedi-Arabië ·
Schotland ·
Servië ·
Slovenië ·
Slowakije ·
Spanje ·
Tsjechië ·
Turkije ·
Verenigde Staten ·
Wales ·
Wit-Rusland · 
Zuid-Korea ·
Zweden
Nederland (2021) · 
Oekraïne (2021) · 
Oostenrijk (2021)
AFC-zone: Afghanistan · Australië · Bahrein · Bangladesh · Bhutan · Brunei · Cambodja · China · Chinees Taipei · Filipijnen · Guam · Hongkong · India · Indonesië · Iran · Irak · Japan · Jemen · Jordanië · Koeweit · Kirgizië · Laos · Libanon · Macau · Maleisië · Maldiven · Mongolië · Myanmar · Nepal · Noord-Korea · Oezbekistan · Oman · Oost-Timor · Pakistan · Palestina · Qatar · Saoedi-Arabië · Singapore · Sri Lanka · Syrië · Tadjikistan · Thailand · Turkmenistan · Verenigde Arabische Emiraten · Vietnam · Zuid-Korea

CAF-zone: Algerije · Angola · Benin · Botswana · Burkina Faso · Burundi · Centraal-Afrikaanse Republiek · Comoren · Congo-Brazzaville · Congo-Kinshasa · Djibouti · Egypte · Equatoriaal-Guinea · Eritrea · Ethiopië · Gabon · Gambia · Ghana · Guinee · Guinee-Bissau · Ivoorkust · Kaapverdië · Kameroen · Kenia · Lesotho · Liberia · Libië · Madagaskar · Malawi · Mali · Mauritanië · Mauritius · Marokko · Mozambique · Namibië · Niger · Nigeria · Oeganda · Rwanda · Sao Tomé en Principe · Senegal · Seychellen · Sierra Leone · Soedan · Somalië · Swaziland · Tanzania · Togo · Tsjaad · Tunesië · Zambia · Zimbabwe · Zuid-Afrika · Zuid-Soedan 

CONCACAF-zone: Amerikaanse Maagdeneilanden · Anguilla · Antigua en Barbuda · Aruba · Bahama's · Barbados · Belize · Bermuda · Britse Maagdeneilanden · Canada · Kaaimaneilanden · Costa Rica · Cuba · Curaçao · Dominica · Dominicaanse Republiek · El Salvador · Frans Guyana · Grenada · Guadeloupe · Guatemala · Guyana · Haïti · Honduras · Jamaica · Martinique · Mexico · Montserrat · 
Nicaragua · Panama · Puerto Rico · Saint Kitts en Nevis · Saint Lucia · Saint Vincent en de Grenadines · Sint Maarten · Suriname · Trinidad en Tobago · Turks- en Caicoseilanden · Verenigde Staten

CONMEBOL-zone: Argentinië · Bolivia · Brazilië · Chili · Colombia · Ecuador · Paraguay · Peru · Uruguay · Venezuela

OFC-zone: Amerikaans-Samoa · Cookeilanden · Fiji · Nieuw-Caledonië · Nieuw-Zeeland · Papoea-Nieuw-Guinea · Samoa · Salomoneilanden · Tahiti · Tonga · Vanuatu

UEFA-zone: Albanië · Andorra · Armenië · Azerbeidzjan · België · Bosnië en Herzegovina · Bulgarije · Cyprus · Denemarken · Duitsland · Engeland · Estland · Faeröer · Finland · Frankrijk · Georgië · Gibraltar · Griekenland · Hongarije · IJsland · Ierland · Israël · Italië · Kazachstan · Kosovo · Kroatië · Letland · Liechtenstein · Litouwen · Luxemburg · Macedonië · Malta · Moldavië · Montenegro · Nederland · Noord-Ierland · Noorwegen · Oekraïne · Oostenrijk · Polen · Portugal · Roemenië · Rusland · San Marino · Schotland · Servië · Slovenië · Slowakije · Spanje · Tsjechië · Turkije · Wales · Wit-Rusland · Zweden · Zwitserland